# Partito Nacional Véneto
El Partido Nacional Véneto (Partìo Nasionàl Vèneto en véneto, Partito Nazionale Veneto en italiano) es un partido político independentista véneto fundado en el mes de mayo del 2008.
El logo del partido une dos tradicionales emblemas vénetos: el León de San Marcos y el Tilo, que están arriba del lema en veneciano Independensa.
El partido lucha para la independencia del Véneto del Estado italiano y funda su actividad política en cuatro principios básicos: propiedad privada, entendida como expresión más general de la libertad individual; rechazo de cualquier forma de discriminación (racial, de género, de idioma, de religión, etc.); aceptación de la legitimidad democrática y de la no violencia; aceptación de las normas del derecho internacional.
El método de lucha para poder llegar a la independencia es el Referéndum así llamado de "autodeterminación", que será organizado en acuerdo con las organizaciones internacionales competentes y convocado por la Región del Véneto en caso de una amplia victoria en las elecciones regionales de las listas independentistas; el Partido Nacional Véneto declara de inspirarse, por eso, en las luchas para la independencia de Escocia, País Vasco y Cataluña.
En el congreso de fundación del 18 de mayo de 2008 en Castelfranco Véneto estaban presentes representantes del Frente Friulano-Front Furlan, del Movimiento Vénetos y del Estado Véneto.
En las elecciones regionales del 2010 el partido ganó 0,6% de los votos en Véneto.
En 2010 el partido se fusionó con otros partidos independentistas para formar Véneto Estado.

## Intimidaciones Políticas
- En el curso de las elecciones provinciales 2009 de Padua y Venecia, unos inscriptos y subscriptores de las listas del Partido Nacional Véneto han denunciado de haber sufrido intimidaciones y avisos de allanamiento de morada por parte de la local Arma dei Carabinieri. El secretario del movimiento, Gianluca Busato, ha sido invitado a comparecer en el cuartel del Arma dei Carabinieri de Limena (Padua).[1]
- El 14 de mayo de 2009 la sede de Treviso del Partido Nacional Véneto ha sido allanada por la fuerza de policía italiana.[2]